# باشگاه فوتبال ژلزیارنه پودبرزووا
باشگاه فوتبال ژلزیارنه پودبرزووا (انگلیسی: FK Železiarne Podbrezová) یک باشگاه فوتبال مستقر در پودبرزووا، اسلواکی است که در حال حاضر در لیگ دسته اول فوتبال اسلواکی، بالاترین سطح لیگ فوتبال در این کشور به فعالیت می‌پردازد.
این باشگاه تاکنون دوبار در فصل‌های ۲۰۱۴-۲۰۱۳ و ۲۰۲۲-۲۰۲۱ قهرمان لیگ دسته دوم فوتبال اسلواکی شده‌است.